# Christian Johann Lange

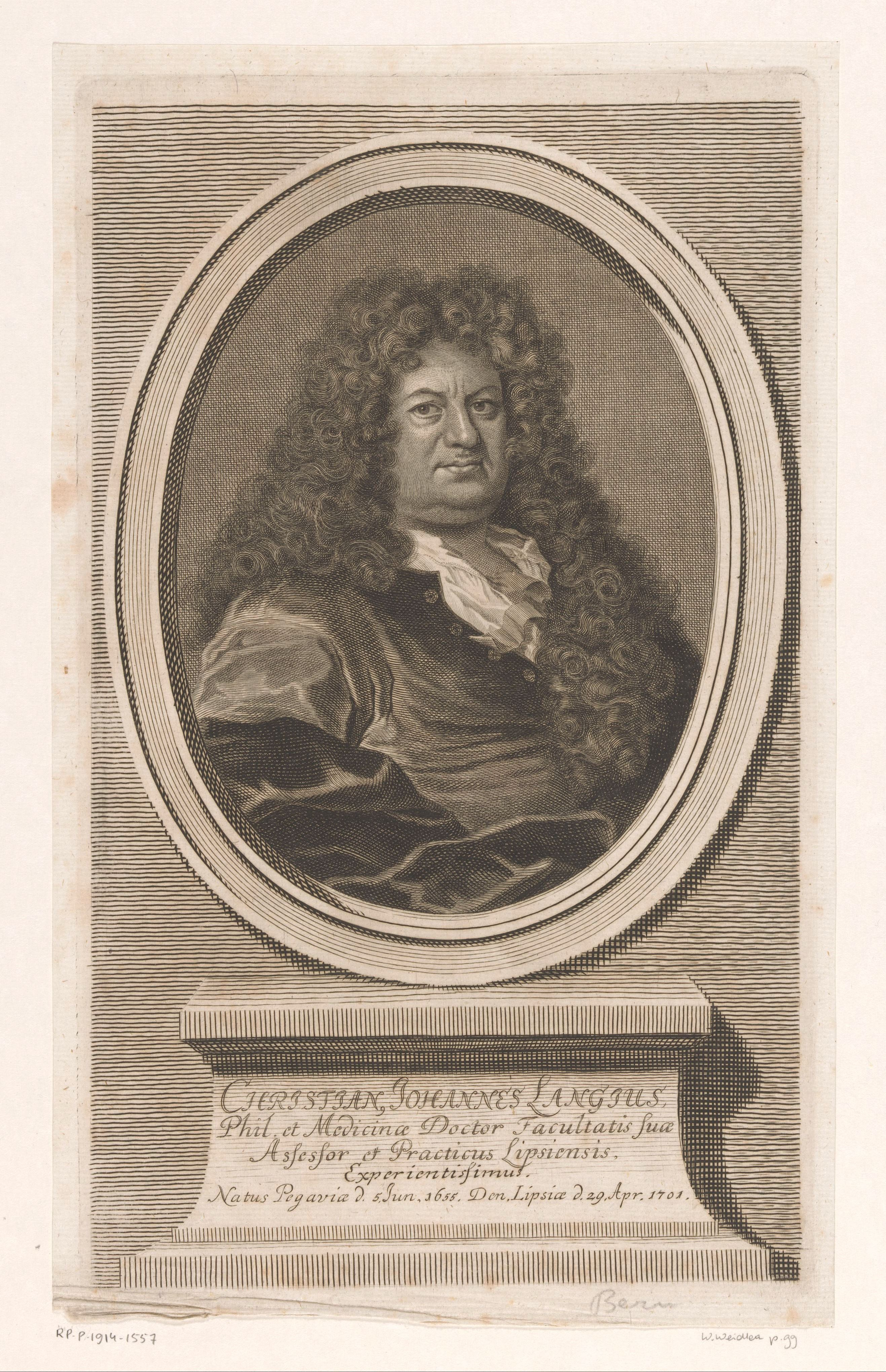
Porträt von Martin Bernigeroth, 1704

Christian Johann Lange (auch Christian Johannes Lange; * 5. Juni 1655 in Pegau; † 29. April 1701 in Leipzig) war ein deutscher Mediziner und Hochschullehrer.

## Leben
Lange war der Sohn des Leipziger Theologieprofessors Samuel Lange und der Catharina Magaretha geborene Götze, Enkel des Theologen Christian Lange sowie Neffe des Mediziners Christian Lange. Über seine frühe Ausbildung ist nichts bekannt. Er studierte an der Universität Leipzig. Zunächst wurde er dort 1680 zum Doktor der Philosophie und 1681 mit der Dissertation De circulatione sanguinis zum Doktor der Medizin promoviert. Kurz darauf erhielt er eine Stelle als Assessor und ordentlicher Professor der Medizin an der Medizinischen Fakultät der Leipziger Universität. In diesem Amt blieb er bis zu seinem Tod.
Lange war mit dem Rechtslehrer Christian Thomasius befreundet. Seine Schriften wurden gesammelt nach dem Tod Langes von Augustus Quirinus Rivinus herausgegeben.

## Werke (Auswahl)
- De circulatione sanguinis, Leipzig 1680.
- De Remediis Vulnerariis, Fleischer, Leipzig 1694.
- De morbis endemiis, Fleischer, Leipzig 1694.
- Valetudinarium Gravidarum, Georg, Leipzig 1696.
- Opera omnia theoretica-practica, herausgegeben von August Quirinus Rivinus, 3 Bände, Leipzig 1715.